# Jean Paul Pineda
Jean Paul Jesús Pineda Cortés (* 24. Februar 1989 in Santiago de Chile) ist ein chilenischer ehemaliger Fußballspieler.

## Karriere

### Verein
Jean Paul Pineda begann das Fußballspielen in Villa Alemana. Seine Eltern gingen 2001 zurück nach Santiago de Chile, wo sich der zwölfjährige Pineda dem Jugendteam vom CD Palestino anschloss. Ab 2006 spielte er dort in der Profimannschaft. Bis 2009 blieb er dem Verein treu und wechselte dann in den Norden des Landes zum CD Cobresal, bei dem er interner Torschützenkönig wurde und so die Begehrlichkeiten vom Konkurrenten CD Cobreloa weckte. Im Jahr 2011 ging er zurück in die Hauptstadt und spielte für Unión Española, mit denen er 2012 das Achtelfinale der Copa Libertadores erreichte. Beim Topklub CSD Colo-Colo spielte Pineda hauptsächlich in der Copa Chile und wechselte nach nur kurzer Zeit wieder zum CD Cobresal, konnte dort aber nicht an seine guten Leistungen von 2010 anknüpfen. Erst in der Spielzeit 2014/2015 bei Unión La Calera kam er wieder in gute Form und wurde in der Clausura 2015 mit elf Toren gemeinsam mit Esteban Paredes Torschützenkönig der Liga.
Dies blieb auch in anderen Teilen der Welt nicht ungesehen. Pineda erhielt ein gut dotiertes Angebot aus den Vereinigten Arabischen Emiraten, das er zugunsten eines des spanischen Zweitligisten FC Córdoba ablehnte. Doch bei den Spaniern erzielte Pineda in 22 Spielen nur ein Tor, so dass Córdoba den Vertrag des Chilenen frühzeitig auflöste und er in der zweiten Jahreshälfte 2016 vereinslos war. Im Januar 2017 fand er mit dem brasilianischen Verein EC Vitória einen neuen Verein. Zwar gewann Pineda mit der Staatsmeisterschaft von Bahia seinen ersten Titel, doch nach einem gewaltsamen Raubüberfall, der auf ihn, seine Frau und seine Kinder verübt wurde, zog es ihn zurück nach Chile, wo er fortan für die Santiago Wanderers stürmte. Mit dem Klub aus Valparaíso gelang ihm der Pokalsieg 2017. Danach spielte er für weitere Klubs in Chile inklusive einem Abenteuer bei Atlético Bucaramanga in Kolumbien 2019, als in Chile die Saison wegen der Proteste im Land frühzeitig abgebrochen worden war. Seit 2020 spielt Pineda wieder in Chile.

## Nationalmannschaft
Mit der U-20 Chiles nahm Jean Paul Pineda an der U-20-Fußball-Südamerikameisterschaft 2007 in Paraguay teil. Pineda bestritt fünf der acht Spiele. Chiles Team, in dem Arturo Vidal die meisten Tore erzielte, wurde Vierter und qualifizierte sich somit für die darauffolgende Weltmeisterschaft.
Noch im gleichen Jahr im Mai bestritt Pineda sein erstes und einziges Länderspiel für die A-Nationalmannschaft. Beim 2:0-Erfolg über Kuba stand er 61 Spielminuten auf dem Feld.

## Erfolge
EC Vitoría
- Staatsmeister von Bahia: 2017

Santiago Wanderers
- Chilenischer Pokalsieger: 2017

## Auszeichnungen
- Torschützenkönig der chilenischen Primera División: Clausura 2015